# Joseph Kilasara
Joseph Kilasara CSSp (* 3. April 1916 in Kilema; † 21. November 1978) war ein tansanischer Ordensgeistlicher und römisch-katholischer Bischof von Moshi.

## Leben
Joseph Kilasara trat der Ordensgemeinschaft der Spiritaner bei und empfing am 4. März 1944 das Sakrament der Priesterweihe.
Am 12. Januar 1960 ernannte ihn Papst Johannes XXIII. zum Bischof von Moshi. Papst Johannes XXIII. spendete ihm am 8. Mai desselben Jahres die Bischofsweihe; Mitkonsekratoren waren der emeritierte Bischof vom Sankt-Lorenz-Golf, Napoléon-Alexandre Labrie CIM, und der Weihbischof in New York, Fulton J. Sheen. Kilasara nahm an allen vier Sitzungsperioden des Zweiten Vatikanischen Konzils teil.
Papst Paul VI. nahm am 3. November 1966 das von Joseph Kilasara vorgebrachte Rücktrittsgesuch an und ernannte ihn zum Titularbischof von Tisedi.